# Bertrand Delanoë
Bertrand Delanoë (Tunis, 30 de maig de 1950) és un polític francès, membre del Partit Socialista Francès des de 1971, diputat a l'Assemblea Nacional (1981-1986) i senador (1995-2001). Va ser alcalde de París des del 2001 fins al 2014.

## Biografia
Va néixer a Tunísia en una família de pied-noir. El seu pare, August Delanoë, era un geòmetre ateu i la seva mare, Yvonne Delord, una infermera catòlica. La seva família paterna era originària de la badia de Saint-Malo i s'instal·laren a Saint-Pierre-et-Miquelon, on hi nasqué el seu avi patern. La seva mare era d'origen perigordià per part de pare i anglès per part de mare.
Va créixer a Bizerta; quan tenia tretze anys els seus pares es van separar i va marxar amb la seva mare a Rodés (Avairon). Va estudiar dret en la Universitat de Tolosa de Llenguadoc I.
Els seus primers passos en la política els va fer als 23 anys, sent secretari de la Fédération des socialistes de l'Avairon, partit al que s'afilià el 1971.
Va ser escollit per primera vegada al consell de París en 1977 formant part d'una llista d'esquerres juntament amb Lionel Jospin, Claude Estier, Daniel Vaillant i el diputat comunista Louis Baillot. A les eleccions legislatives franceses de 1981 fou elegit diputat a l'Assemblea Nacional francesa per la circumscripció de Montmartre (18è districte). A les eleccions legislatives franceses de 1986 intentà presentar-se per Avinyó, però fou rebutjat pels militants. No aconseguí ser escollit a les eleccions de 1988 i 1993. En 1995 va ser escollit al Senat, i va ser secretari de la Commission des affaires étrangères et de la défense (Comissió dels Afers exteriors i de Defensa). A les eleccions municipals de 1995 intentà disputar-li l'alcaldia de París a Jean Tiberi, però fou derrotat.

### Elecció com a alcalde de París (març de 2001)
En les eleccions municipals franceses de 2001 va ser escollit alcalde de París gràcies a una situació excepcional. La seva elecció va ser facilitada per la divisió interna de la dreta, que va presentar dos candidats antagonistes, Jean Tiberi i Philippe Séguin.
Gràcies a una aliança amb Les Verts i amb el Partit Comunista Francès (PCF), Bertrand Delanoë va ser el candidat més votat amb una mica més del 48%, contra una mica més del 50% dels sufragis aconseguits entre els dos candidats de la dreta.
Bertrand Delanoë va ser investit alcalde de París el 18 de març de 2001.
En 2008 va ser reelegit alcalde per majoria absoluta enfront de Françoise de Panafieu, a qui va derrotar per un gran marge.

### Homosexualitat
Bertrand Delanoë és famós per ser el primer polític francès a declarar el seu homosexualitat, en una entrevista televisada en 1999.
El 5d'octubre de 2002 fou apunyalat durant les festivitats de la primera Nuit Blanche— manifestació artística multidisciplinària que dura una nit sencera, tots els museus i centres de cultura de París romanen oberts— a l'edifici de l'Ajuntament de París. El seu agressor, Azedine Berkane, un marginal desocupat, declarà a la policia que detestava «els polítics i els homosexuals» per a explicar els fets. El 12 de gener de 2004 la justícia el va sobreseir declarant que «el seu estat mental el feia penalment irresponsable», i fou confinat en un hospital psiquiàtric.

### Algunes obres i projectes del mandat municipal (2001-2014)
- Millora de la qualitat de vida: reducció de la contaminació, i la disminució dels problemes de circulació de l'aglomeració (projecte de tramvia no contaminant).
- Ha augmentat la seva popularitat gràcies a les noves festes i llocs d'oci que ha organitzat, tals com una platja a la vora del Sena (Platja de París), o la Nuit Blanche.
- Va posar una placa commemorant la massacre de París de 1961.